# جولي هيزموندالغ
جولي كلير هيزموندالغ (ولدت في 25 فبراير 1970) هي ممثلة إنجليزية ، اشتهرت بدورها في دور هايلي كروبر في مسلسل التتويج التلفزيوني على قناة آي تي في بين عامي 1998 و 2014.   عن هذا الدور ، فازت بجائزة أفضل أداء درامي في حفل توزيع جوائز التلفزيون الوطني لعام 2014 وأفضل ممثلة في حفل توزيع جوائز المسلسل البريطاني لعام 2014 .

## حياتها المبكرة
ولدت هيزموندالغ في أكرينجتون ، لانكشاير . التحقت بمدرسة الدراما في سن 18 ، ودرست في أكاديمية لندن للموسيقى والفنون المسرحية من عام 1988  إلى 1991 (كان بينيتو مارتينيز أحد زملائها في الفصل). عند الانتهاء من تدريبها ، كانت هيزموندالغ جزءًا من Arts Threshold ، وهو مسرح صغير مستقل في لندن ، لعدة سنوات ، وعملت مع Rufus Norris في بدايته الإخراجية. في التسعينيات ، ظهرت في دراما تلفزيونية مثل ذا بيل ،  وفي فيلم فيكتوريا وود الكوميدي Pat and Margaret . 

## الحياة الشخصية
هيزموندالغ متزوجة من كاتب السيناريو إيان كيرشو. يعيش الزوجان في تامسايد مع ابنتيهما.

## فيلموغرافيا
| عام       | عنوان                             | وظيفة                 | نوع      | ملاحظات                                            |
| --------- | --------------------------------- | --------------------- | -------- | -------------------------------------------------- |
| 1994      | مكان السكن                        | روز تورنبول           | تلفزيون  | 3 حلقات                                            |
| 1994      | بات ومارجريت                      | مساعد في دار الشيخوخة | فيلم     |                                                    |
| 1994      | مشروع القانون                     | جو                    | تلفزيون  | الحلقة: "لا وظيفة لهواة"                           |
| 1997      | مشروع القانون                     | طبيب                  | تلفزيون  | الحلقة: "افعل للآخرين"                             |
| 1998      | Dalziel و Pascoe                  | ويندي ووكر            | تلفزيون  | الحلقة: "The Wood Beyond"                          |
| 1998-2014 | شارع التتويج                      | هايلي كروبر           | تلفزيون  | دور منتظم 1436 حلقة                                |
| 2001      | نقاش مباشر                        | نفسها                 | تلفزيون  | مقدم؛ 11 حلقة                                      |
| 2003      | تجشؤ التلفزيون                    | هايلي كروبر           | تلفزيون  | الحلقة رقم 2.4.2                                   |
| 2009      | شارع التتويج: عطلة رومانية        | هايلي كروبر           | دي في دي | عرض شارع التتويج ، صدر مباشرة على DVD              |
| 2010      | شارع الشرق                        | هايلي كروبر           | تلفزيون  | شارع التتويج وإيست إندرس مجتمعين للأطفال المحتاجين |
| 2015      | خيار                              | كليو ويتاكر           | تلفزيون  | 8 حلقات                                            |
| 2015      | موز                               | كليو ويتاكر           | تلفزيون  | حلقة واحدة                                         |
| 2015      | داخل رقم 9                        | كاث كوك               | تلفزيون  | حلقة واحدة: " La Couchette "                       |
| 2015      | الورود السوداء: مقتل صوفي لانكستر | سيلفيا لانكستر        | تلفزيون  | حلقة واحدة                                         |
| 2015      | الحجرات                           | بيني                  | فيلم     | 20 دقيقة                                           |
| 2016      | الوادي السعيد                     | أماندا وادسورث        | تلفزيون  | السلسلة 2                                          |
| 2016      | المضي قدما                        | ليندا                 | تلفزيون  | حلقة واحدة: "Taxi for Linda"                       |
| 2017      | برودشيرش                          | تريش وينترمان         | تلفزيون  | السلسلة 3                                          |
| 2018      | دكتور من                          | جودي مادوكس           | تلفزيون  | مسلسل 11 ، الحلقة 7: " Kerblam! "                  |
| 2018      | بيترلو                            | مصلح أنثى             | فيلم     | إخراج مايك لي                                      |
| 2020      | مشكلة ماجي كول                    | جيل ويدون             | تلفزيون  | 6 حلقات                                            |
| 2020      | الكلمة                            | هيذر                  | تلفزيون  |                                                    |

## روابط خارجية
- جولي هيزموندالغ في كوري. شبكة
- جولي هيزموندالغ في قاعدة بيانات الأفلام على الإنترنت </img>
- Julie Hesmondhalgh على موقع جمعية الأفلام البريطانية